# کاوازاکی نینجا ۱۰۰۰
کاوازاکی نینجا ۱۰۰۰ (انگلیسی: Kawasaki Ninja 1000) یک موتورسیکلت ژاپنی چهارسیلندر ۱۰۰۰ سی‌سی با توان خروجی ۱۳۸ اسب بخار و حداکثر سرعت ۲۴۵ کیلومتر در ساعت در سری موتورسیکلت‌های نینجا از محصولات کمپانی صنایع کاوازاکی است که از سال ۲۰۱۱ فروخته می‌شود.
این موتورسیکلت که از انجین ۱۰۴۳ سی‌سی خنک‌کننده رادیاتور، تزریق سوخت الکترونیکی، موتور ۱۶ سوپاپ موتور چهارزمانه بهره می‌برد. نینجا ۱۰۰۰ همچنین به یک محدودکننده سرعت الکترونیکی مجهز شده است، نه به این دلیل که می‌تواند از ۳۰۰ کیلومتر در ساعت (۱۸۶ مایل در ساعت) که در توافق موتورسیکلت‌های قانونی توافق شده است تجاوز کند، بلکه ظاهراً برای حفظ امنیت سرنشین.
کاوازاکی این موتورسیکلت را به عنوان یک «موتور ورزشی برای دنیای واقعی» قرار داده است. از آنجایی که این مدل برای اهداف مسابقه‌ای تأیید نمی‌شود، طراحان آزاد بودند تا برای عملکرد خیابان سازش کنند.